# Knodus
Knodus es un género de peces de la familia de Characidae en el orden de los Characiformes.

## Especies
Hay 24 especies en este género:
- Knodus borari Silva-Oliveira, Canto & Ribeiro, 2023 [2]
- Knodus borki Zarske, 2008
- Knodus breviceps (C. H. Eigenmann, 1908)
- Knodus caquetae Fowler, 1945
- Knodus chapadae (Fowler, 1906)
- Knodus delta Géry, 1972
- Knodus dorsomaculatus K. M. Ferreira & Netto-Ferreira, 2010
- Knodus gamma Géry, 1972
- Knodus geryi F. C. T. Lima, Britski & Machado, 2004
- Knodus heteresthes (C. H. Eigenmann, 1908)
- Knodus hypopterus (Fowler, 1943)
- Knodus longus Zarske & Géry, 2006
- Knodus megalops G. S. Myers, 1929
- Knodus meridae C. H. Eigenmann, 1911
- Knodus mizquae (Fowler, 1943)
- Knodus moenkhausii (C. H. Eigenmann & C. H. Kennedy, 1903)
- Knodus orteguasae (Fowler, 1943)
- Knodus pasco Zarske, 2007
- Knodus savannensis Géry, 1961
- Knodus septentrionalis Géry, 1972
- Knodus shinahota K. M. Ferreira & Carvajal, 2007
- Knodus smithi (Fowler, 1913)
- Knodus tiquiensis K. M. Ferreira & F. C. T. Lima, 2006
- Knodus victoriae (Steindachner, 1907)